# Macaca siberu
Macaca siberu är en primat i familjen markattartade apor som förekommer endemiskt på ön Siberut som tillhör Mentawaiöarna i Indonesien. Den listades tidigare som underart till Macaca pagensis men betraktas nu oftast som självständig art.

## Utseende
Som fullvuxen har den en kroppslängd (huvud och bål) av cirka 48 cm och en svanslängd av 6,5 till 8 cm. Den genomsnittliga vikten är 9,1 kg. Pälsen har huvudsakligen svart färg. Vid armarna och kroppssidorna är den mera brun. Kännetecknande är en ljusbrun fläck på bröstet och silvervit päls vid tinningen. Kring nosen, ögonen samt vid händer och fötter är den svarta huden nästan naken. Även svansens bakre del är glest täckt med hår. Ungdjur föds med vitaktig päls och rosa hud i ansiktet.

## Utbredning och habitat
Utbredningsområdet sträcker sig över nästan hela Siberut med undantag av tätbebyggda områden. Arten vistas gärna i klippiga områden som är täckta av skog och i träskmarker.

## Ekologi
Flera hannar, honor och deras ungar bildar en flock som har upp till 25 medlemmar. Vid födosöket delar sig flocken ofta i mindre grupper. Det finns även blandade flockar med bladapan Presbytis potenziani. De är aktiva på dagen och vilar på natten gömd i trädens övre delar. På dagen kommer de ofta ner till marken.
Macaca siberu äter huvudsakligen frukter som kompletteras med blad, blommor, svampar, unga växtskott och några leddjur som spindlar och myror. Vid vattenansamlingar tar den även kräftdjur.
Ungarna föds vanligen under våren och hösten. Dräktigheten varar fem till sex månader och sedan föds vanligen ett enda ungdjur. Den första tiden håller sig ungen fast i moderns päls. Hannar lämnar flocken när de blir könsmogna.

## Status och hot
Artens naturliga fiender är örnar och större ormar. Denna primat jagas av bönder som betraktar den som skadedjur och i viss mån för köttets skull. Macaca siberu hotas även av skogsavverkningar. Några ungdjur fångas för att hålla dem som sällskapsdjur. IUCN uppskattar att beståndet minskade med 75 procent under de gångna 40 åren (tre generationer räknat från 2015) och listar arten som starkt hotad (EN). På Siberut finns en nationalpark som ger visst skydd.